# Eucalyptus stjohnii
Eucalyptus stjohnii är en myrtenväxtart som först beskrevs av Ralph Baker, och fick sitt nu gällande namn av Ralph Baker. Eucalyptus stjohnii ingår i släktet Eucalyptus och familjen myrtenväxter. Inga underarter finns listade i Catalogue of Life.